# Julius Ludwig Quassowski
Julius Ludwig Quassowski, auch Louis Quassowski, (* 14. Oktober 1824 in Posen; † 8. Oktober 1909 in Naumburg (Saale)) war ein deutscher Eisenbahn-Bauingenieur und preußischer Baubeamter, er gilt als Erbauer des Potsdamer Bahnhofs in Berlin.

## Leben
Julius Ludwig Quassowski war das sechste Kind des königlich preußischen Kriegskommissars und Proviantmeisters Friedrich Ludwig Quassowski und dessen zweiter Frau Juliane Luise Henriette Quassowski geb. Briesen. Nach der Reifeprüfung an der Höheren Bürgerschule in Küstrin im März 1842 und einer (obligaten) Ausbildung zum Feldmesser besuchte er ab 1845 die Königliche Allgemeine Bauschule zu Berlin, bestand 1852 die Prüfung als Land- und Wasserbau-Inspektor und begann seine Laufbahn als Eisenbahnbaumeister mit der Übernahme des Postens des Baumeisters und Vorstands des technischen Büros für den Bau der Hannover-Altenbekener Eisenbahn in Paderborn. Er heiratete am 4. Juli 1853 Erna Marie Julie geb. Hagemann, mit der er sieben Kinder hatte. Von August 1855 bis Juli 1866 war er als Eisenbahnbaumeister für den Bau verschiedener deutscher Eisenbahnstrecken verantwortlich. Daneben war er zeitweilig auch in verschiedenen militärischen Verwendungen tätig.
Im September 1866 schied er aus dem preußischen Staatsdienst aus und wurde erster Techniker und Ober-Betriebsdirektor der Berlin-Potsdam-Magdeburger Eisenbahn-Gesellschaft, als welcher er 1868 bis 1872 das Empfangsgebäude des neuen Potsdamer Bahnhofs in Berlin, die südwestlich gelegene Augusta-Brücke am Landwehrkanal sowie die 1876 fertiggestellte Wannseebahn konzipierte. Bahnhof und Brücke wurden im Zweiten Weltkrieg zerstört. Nach Übernahme der Gesellschaft durch den Staat wurde er wieder preußischer Staatsbeamter.
1880 zum Geheimen Regierungsrat ernannt, war Quassowski zunächst Eisenbahndirektor im Eisenbahnbetriebsamt Magdeburg in Berlin, wurde dann im März 1881 Direktor des Eisenbahnbetriebsamts in Aachen, bevor er von 1883 bis 1889 als Abteilungsdirigent der Abt. III an die Königliche Eisenbahndirektion Erfurt versetzt wurde. In seiner letzten Funktion war er ab 1889 und in der Nachfolge von Hermann Loeffler Präsident der Königlichen Eisenbahndirektion Magdeburg. 1890 erhielt der Oberbaurat und Geheime Regierungsrat Quassowski in Magdeburg, nach zunächst auftragsweiser Umsetzung, die Ernennung zum Präsidenten der Eisenbahndirektion. Als solcher wurde er zum 1. April 1895 auf Grund des Gesetzes vom 4. Juni 1894 (Gesetzsammlung S. 89) zunächst zur Verfügung gestellt und trat zum 1. April 1900 in den endgültigen Ruhestand.
Von 1871 bis 1880 gehörte Julius Ludwig Quassowski dem Vorstand des Architektenvereins zu Berlin an, dessen Vorsitz er 1872 übernahm, aber wegen zu vieler Dienstgeschäfte im Folgejahr wieder abgab, und war Mitglied des Vereins für Eisenbahnkunde.

## Auszeichnungen
- 1887: Komturkreuz II. Klasse des Herzoglich Sachsen-ernestinischen Hausordens[6]
- 1888: Roter Adler-Orden III. Klasse mit der Schleife anlässlich des Krönungs- und Ordensfestes[7]
- 1890: Komturkreuz des Großherzoglich sächsischen Hausordens der Wachsamkeit oder vom weißen Falken[8]
- 1892: Ritterkreuz I. Klasse des Herzoglich anhaltinischen Hausorden Albrechts des Bären[9]
- 1893: Roter Adler Orden II. Klasse mit Eichenlaub anlässlich des Krönungs- und Ordensfestes[10]
- 1894: Kommandeurkreuz I. Klasse des Herzoglich braunschweigischen Ordens Heinrichs des Löwen[11]